# Seznam starostů Paříže
Seznam starostů Paříže obsahuje představitele města Paříže od zavedení funkce starosty v roce 1789 za Francouzské revoluce do současnosti. Před rokem 1789 stál v čele pařížské radnice prévôt des marchands. Dne 14. července 1789 po pádu Bastilly byl poslední prévôt des marchands Jacques de Flesselles zastřelen na náměstí před radnicí. Následně byl zvolen první pařížský starosta. Od roku 2014 stojí v čele města poprvé žena – Anne Hidalgová.

## Seznam starostů
| Jean Sylvain Bailly (1736–1793)                                                                            | Jean Sylvain Bailly           | 15. července 1789 – 18. listopadu 1791 |            | Podal demisi Popraven                                                   |  |
| Jérôme Pétion de Villeneuve (1756–1794)                                                                    | Jérôme Pétion de Villeneuve   | 18. listopadu 1791 – 15. října 1792    |            | Suspendován od 6. do 13. července 1792 Podal demisi Zastřelen           |  |
| Philibert Borie (1759–1832)                                                                                |                               | 7. července 1792 – 13. července 1792   |            | Dočasný starosta                                                        |  |
| Antoine René Boucher (1732–1811)                                                                           |                               | 15. října 1792 – 2. prosince 1792      |            | Dočasný starosta                                                        |  |
| Henri d'Ormesson (1751–1808)                                                                               |                               | 21. listopadu 1792                     |            | Vzdal se úřadu                                                          |  |
| Nicolas Chambon (1748–1826)                                                                                | Nicolas Chambon               | 1. prosince 1792 – 4. února 1793       |            | Podal demisi                                                            |  |
| Jean-Nicolas Pache (1746–1823)                                                                             | Jean-Nicolas Pache            | 14. února 1793 – 10. května 1794       |            | Zatčen                                                                  |  |
| Jean-Baptiste Fleuriot-Lescot (1761–1794)                                                                  | Jean-Baptiste Fleuriot-Lescot | 10. května 1794 – 28. července 1794    |            | Popraven spolu s Robespierrem                                           |  |
| Funkce starosty zrušena 1794–1848 (od pádu Robespierra do Francouzské revoluce 1848)                       |                               |                                        |            |                                                                         |  |
| Louis-Antoine Garnier-Pagès (1803–1878)                                                                    | Louis-Antoine Garnier-Pagès   | 24. února 1848 – 5. března 1848        |            |                                                                         |  |
| Armand Marrast (1801–1852)                                                                                 | Armand Marrast                | 9. března 1848 – 19. června 1848       |            |                                                                         |  |
| Funkce starosty zrušena 1848–1870 (od červnového povstání do pádu Napoleona III. a vyhlášení 3. republiky) |                               |                                        |            |                                                                         |  |
| Étienne Arago (1802–1892)                                                                                  | Étienne Arago                 | 4. září 1870 – 15. listopadu 1870      |            |                                                                         |  |
| Jules Ferry (1832–1893)                                                                                    | Jules Ferry                   | 15. listopadu 1870 – 5. června 1871    | Republikán |                                                                         |  |
| Funkce starosty zrušena 1871–1977                                                                          |                               |                                        |            |                                                                         |  |
| Jacques Chirac (1932 – 2019)                                                                               | Jacques Chirac                | 20. března 1977 – 16. května 1995      | RPR        | Znovu zvolen 1983 Znovu zvolen 1989 Podal demisi po zvolení prezidentem |  |
| Jean Tiberi (* 1935)                                                                                       | Jean Tiberi                   | 22. května 1995 – 24. března 2001      | RPR        |                                                                         |  |
| Bertrand Delanoë (* 1950)                                                                                  | Bertrand Delanoë              | 25. března 2001 – 5. dubna 2014        | PS         | Znovu zvolen 2008                                                       |  |
| Anne Hidalgová (* 1959)                                                                                    | Anne Hidalgo                  | od 5. dubna 2014                       | PS         | první žena v čele pařížské radnice                                      |  |